# London '66-'67
London '66–'67 è un documentario pubblicato nel 1994 diretto da Peter Whitehead sul gruppo britannico dei Pink Floyd durante le sessioni di registrazione dell'11 e 12 gennaio del 1967, negli studi della Sound Techniques, a Londra.

## Storia
Le sessioni di registrazione del gruppo dei Pink Floyd furono cofinanziate dal regista Whitehead per inserirle in un documentario che stava girando sulla Londra del periodo e che si sarebbe intitolato Tonite Let's All Make Love in London. Fu la fidanzata di Syd Barrett, il chitarrista dei Pink Floyd, la quale era amica di Whitehead, che lo convinse a includere il neonato gruppo nel film.
Le registrazioni si svolsero l'11 e il 12 gennaio 1967 negli studi della Sound Techniques, a Londra e riguardano un brano rimasto poi per lungo tempo inedito, Nick's Boogie e una lunga versione di Interstellar Overdrive oltre ai brani Arnold Layne e Candy and a Current Bun; Whitehead alla fine utilizzò solo parti di Interstellar Overdrive e di Nick's Boogie e, nell'album con la colonna sonora del film Tonite Lets All Make Love in London, pubblicato nel 1968, vennero inserite tre versioni incomplete di Interstellar Overdrive e nient'altro dei Pink Floyd; gli altri brani registrati, Arnold Layne e Candy and a Currant Bun, vennero proposti dal produttore Joe Boyd alla EMI che poi firmò il contratto con il gruppo pubblicando i brani in un singolo l'11 marzo 1967.
Nel documentario i Pink Floyd sono anche ripresi nel club underground UFO Club di Londra e durante il concerto 14 Hour Technicolor Dream, svoltosi all'Alexandra Palace in aprile (nella stessa data erano presenti all'evento anche Yōko Ono, John Lennon e John Dunbar). Sono presenti anche performance artistiche di Yoko Ono e di John Lennon.
Le performance presenti in London '66-'67 e altre esibizioni con le apparizioni di Mick Jagger, Vanessa Redgrave, Lee Marvin, Julie Christie, Allen Ginsberg, Eric Burdon, Michael Caine e altri, caratterizzanti la Londra della fine anni sessanta, vennero utilizzate anche in un altro film, Tonite Let's All Make Love in London, sempre di Peter Whitehead.
Nel 2005 è stato pubblicato un DVD che conteneva ulteriori capitoli aggiuntivi rispetto al formato VHS; vi compaiono in aggiunta anche interviste con Mick Jagger, Michael Caine, David Hockney e Julie Christie oltre a filmati di archivio della Londra del periodo e un'intervista al regista.

## Colonna sonora
Nel 1995 venne pubblicato un EP omonimo che venne poi ripubblicato nel 2017 con il titolo Pink Floyd - London 1966/1967, al quale è stato allegato un DVD.

### Tracce
1. Pink Floyd – Interstellar Overdrive – 16:46
2. Pink Floyd – Nick's Boogie – 11:55

## Formazione
- Syd Barrett – chitarra
- Roger Waters – basso
- Rick Wright – organo, pianoforte
- Nick Mason – batteria